# Cilunculus tubicinis
Cilunculus tubicinis is een zeespin uit de familie Ammotheidae. De soort behoort tot het geslacht Cilunculus. Cilunculus tubicinis werd in 1982 voor het eerst wetenschappelijk beschreven door Child. 